# Itek Air
A Itek Air (em russo:  ИТЕК-ЭЙР) é uma companhia aérea do Quirguistão, sediada em Bisqueque, capital do país. A companhia aérea é acusada de não seguir as normas internacionais de segurança e por isso foi banida de voar na União Europeia.

## Frota

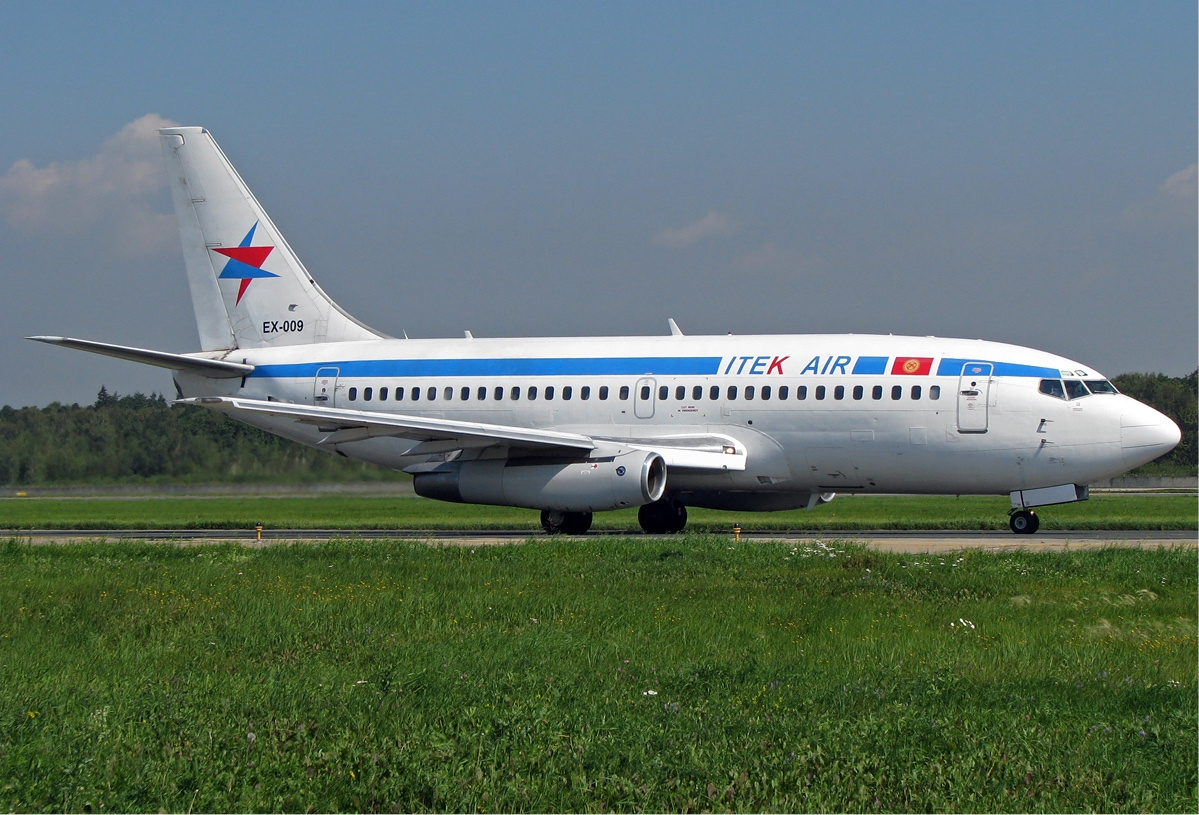
Boeing 737 da Itek Air.

A empresa possui apenas 2 Boeing 737-200.

## Acidentes

### Voo 6895
O acidente ocorreu em 24 de agosto de 2008, pouco antes de pousar em Bisqueque, no Quirguistão.